# روبی (مجموعه تلویزیونی ۲۰۰۴)
روبی (اسپانیایی: Rubí‎) یک تله‌نوولا مکزیکی است که توسط خیمِنا سوارز و ویرجینیا کینتانا ساخته شده است. این مجموعه در ۱۷ می تا ۲۲ اکتبر ۲۰۰۴ از کانال د لاس استرلاس پخش شد. باربارا موری، ادواردو سانتامارینا، جاکلین براکامونتاس، سباستین رولی و آنا مارتین در آن به ایفای نقش می‌پردازند.

## بازیگران
- باربارا موری در نقش روبی پرز اوچوا / فرناندا مارتینز پرز
- ادواردو سانتامارینا در نقش الخاندرو کاردناس رویز
- جاکلین براکامونتاس در نقش ماریبل د لا فوئنته اورتیز
- سباستین رولی در نقش هکتور فرر گوارا
- آنا مارتین در نقش رفجیو اوچوا ودا. د پرز
- یادیرا کاریو در نقش النا ناوارو
- خوزفینا اچانبه در نقش فرانسیسکا "پانچا" مونیوز
- آنتونیو مدلین در نقش ایگناسیو کاردناس
- آنا برتا اسپین در نقش الیسا د دوارته
- خوزه الیاس مورنو در نقش جنارو دوارته
- اولیویا بوسیو در نقش کارلا رویز د کاردناس
- لوئیس گاتیکا در نقش کایتانو مارتینز
- لئونوریلدا اوچوا در نقش دولورس هررا "دونا لولا"
- روبرتو واندر در نقش آرتورو د لا فوئنته رنگل
- اوفلیا کانو در نقش ویکتوریا گایگوس
- پتی دیاز در نقش کریستینا پرز اوچوا
- آرلت پاچکو در نقش لیلیا لوپز د دوارته
- خان در نقش مارکو ریورا
- اینگرید مارتز در نقش لورنا تربینیو